# Balog Zoltán (labdarúgó, 1967)
Balog Zoltán (Zalaegerszeg, 1967. november 6. –) válogatott labdarúgó, középhátvéd.

## Pályafutása

### A válogatottban
1991-ben egy alkalommal szerepelt a válogatottban.

## Sikerei, díjai
- Magyar ifjúsági bajnokság
  - bajnok: 1985–86

## Statisztika

### Mérkőzése a válogatottban
| Magyarország | Magyarország      | Magyarország | Magyarország | Magyarország | Magyarország | Magyarország | Magyarország | Magyarország |
| #            | Dátum             | Helyszín     | Hazai        | Eredmény     | Vendég       | Kiírás       | Gólok        | Esemény      |
| ------------ | ----------------- | ------------ | ------------ | ------------ | ------------ | ------------ | ------------ | ------------ |
| 1.           | 1991. december 8. | San Salvador | Salvador     | 1 – 1        | Magyarország | barátságos   | -            | 46'          |
|              | Összesen          |              |              | 1            | mérkőzés     |              | 0            | gól          |